# Basketball-Europameisterschaft 2009/Qualifikation
Diese Seite beschreibt die Qualifikation zur Basketball-Europameisterschaft 2009 der Männer. An der Qualifikation um die 8 freien Plätze nahmen insgesamt 32 Nationalmannschaften teil. Im Rahmen der Qualifikation zur Basketball-Europameisterschaft 2009 wurde das 2005 einführte Qualifikationssystem fortgeführt. Die Teams spielten wieder in einer Division A und einer Division B. In die Division A spielten die stärkeren Teams um die Qualifikation zur EM.

## Modus
Insgesamt nahmen 16 Mannschaften an dem Turnier teil, die sich auf unterschiedliche Weise für das Turnier qualifizierten:
- Polen war als Gastgeber automatisch gesetzt.
- Die besten sieben Nationalmannschaften der Basketball-Europameisterschaft 2007 waren direkt für die EuroBasket 2009 qualifiziert. Dies waren in Reihenfolge der Platzierung: Russland, Spanien, Litauen, Griechenland, Deutschland, Kroatien und Slowenien.
- Die weiteren acht Teilnehmer wurden in einer Qualifikationsrunde ermittelt, die wieder in einer Division A und einer Division B ausgetragen wurde. Dies waren Serbien (Sieger Gruppe A), Mazedonien (Sieger Gruppe B), Türkei (Sieger Gruppe C), Großbritannien (Sieger Gruppe D), Bulgarien (Zweiter Gruppe A), Lettland (Zweiter Gruppe B), Israel (Zweiter Gruppe D) und Frankreich (Sieger der zweiten Qualifikationsrunde).

## Division A

### Qualifikationsrunde (Qualifying Round)
In der Qualifikationsrunde wurden 17 Teams in drei Gruppen zu vier Teams und einer Gruppe zu fünf Teams ausgelost. Jeweils die Ersten sowie die drei besten Zweiten der vier Gruppen qualifiziert sich für das Finalturnier.

#### Gruppe A
| Platz | Team      | Spiele | Siege | Niederl. | Punkte | Körbe   | Diff |
| ----- | --------- | ------ | ----- | -------- | ------ | ------- | ---- |
| 1     | Serbien   | 8      | 7     | 1        | 15     | 663:524 | +139 |
| 2     | Bulgarien | 8      | 4     | 4        | 12     | 670:639 | 0+31 |
| 3     | Italien   | 8      | 4     | 4        | 12     | 574:590 | 0-16 |
| 4     | Finnland  | 8      | 3     | 5        | 11     | 613:655 | 0-42 |
| 5     | Ungarn    | 8      | 2     | 6        | 10     | 552:664 | -112 |

#### Gruppe B
| Platz | Team           | Spiele | Siege | Niederl. | Punkte | Körbe   | Diff |
| ----- | -------------- | ------ | ----- | -------- | ------ | ------- | ---- |
| 1     | Nordmazedonien | 6      | 4     | 2        | 10     | 495:443 | +52  |
| 2     | Lettland       | 6      | 4     | 2        | 10     | 492:446 | +46  |
| 3     | Portugal       | 6      | 3     | 3        | 9      | 395:460 | -65  |
| 4     | Estland        | 6      | 1     | 5        | 7      | 434:467 | -33  |

#### Gruppe C
| Platz | Team       | Spiele | Siege | Niederl. | Punkte | Körbe   | Diff |
| ----- | ---------- | ------ | ----- | -------- | ------ | ------- | ---- |
| 1     | Türkei     | 6      | 6     | 0        | 12     | 487:407 | +80  |
| 2     | Frankreich | 6      | 3     | 3        | 9      | 460:446 | +14  |
| 3     | Belgien    | 6      | 2     | 4        | 8      | 403:430 | -27  |
| 4     | Ukraine    | 6      | 1     | 5        | 7      | 417:484 | -67  |

#### Gruppe D
| Platz | Team                    | Spiele | Siege | Niederl. | Punkte | Körbe   | Diff |
| ----- | ----------------------- | ------ | ----- | -------- | ------ | ------- | ---- |
| 1     | Vereinigtes Königreich  | 6      | 4     | 2        | 10     | 504:482 | +22  |
| 2     | Israel                  | 6      | 3     | 3        | 9      | 515:491 | +24  |
| 3     | Bosnien und Herzegowina | 6      | 3     | 3        | 9      | 465:470 | 0-5  |
| 4     | Tschechien              | 6      | 2     | 4        | 8      | 432:473 | -41  |

#### Reihenfolge der Gruppenzweiten
| Platz | Team       | Spiele | Siege | Niederl. | %     | Körbe   | Korbverh. |
| ----- | ---------- | ------ | ----- | -------- | ----- | ------- | --------- |
| 1     | Lettland   | 6      | 4     | 2        | 0,667 | 492:446 | 1,1031    |
| 2     | Israel     | 6      | 3     | 3        | 0,500 | 515:491 | 1,0488    |
| 3     | Bulgarien  | 8      | 4     | 4        | 0,500 | 670:639 | 1,0485    |
| 4     | Frankreich | 6      | 3     | 3        | 0,500 | 460:446 | 1,0313    |

### Zusätzliche Qualifikationsrunde (Additional Qualifying Round Games)
In der zusätzlichen Qualifikationsrunde spielen die sechs Teams die sich bisher nicht qualifizieren konnten und nicht Gruppenletzter waren in zwei Gruppen zu drei Teams. Die Erstplatzierten der beiden Gruppen qualifizieren sich für die Endrunde der zusätzlichen Qualifikationsrunde. Dort wurde der letzte EM-Teilnehmer ausgespielt. Die vier Gruppenletzten spielten in einer Vierer-Gruppe um den Verbleib in der Division A für die Qualifikation zur EM 2011.

#### Gruppe A
| Platz | Team                    | Spiele | Siege | Niederl. | Punkte | Körbe   | Diff |
| ----- | ----------------------- | ------ | ----- | -------- | ------ | ------- | ---- |
| 1     | Belgien                 | 4      | 3     | 1        | 7      | 303:277 | +26  |
| 2     | Bosnien und Herzegowina | 4      | 3     | 1        | 7      | 296:296 | 0±0  |
| 3     | Portugal                | 4      | 0     | 4        | 4      | 233:259 | -26  |

#### Gruppe B
| Platz | Team       | Spiele | Siege | Niederl. | Punkte | Körbe   | Diff |
| ----- | ---------- | ------ | ----- | -------- | ------ | ------- | ---- |
| 1     | Frankreich | 4      | 3     | 1        | 7      | 316:287 | +29  |
| 2     | Finnland   | 4      | 2     | 2        | 6      | 319:321 | 0-2  |
| 3     | Italien    | 4      | 1     | 3        | 5      | 304:331 | -27  |

### Endrunde der zusätzlichen Qualifikationsrunde (Play-off Games)
In der Endrunde der zusätzlichen Qualifikationsrunde spielen die beiden Erstplatzierten der zusätzlichen Qualifikationsrunde um die Qualifikation zum EM-Endrunde. Nur der Sieger dieser Runde qualifizierte sich dafür als letztes Team.
| Spiel | Datum      | Team 1     | Team 2     | Ergebnis | 1. V. | 2. V. | 3. V. | 4. V. | Verl. |
| ----- | ---------- | ---------- | ---------- | -------- | ----- | ----- | ----- | ----- | ----- |
| 1     | 27.08.2009 | Belgien    | Frankreich | 70:66    | 19:27 | 18:12 | 18:17 | 15:12 | –     |
| 2     | 30.08.2009 | Frankreich | Belgien    | 92:54    | 21:15 | 27:10 | 22:12 | 22:17 | –     |

| Team 1     | Team 2  | 1. Spiel | 2. Spiel | Gesamt- ergebnis |
| ---------- | ------- | -------- | -------- | ---------------- |
| Frankreich | Belgien | 66:70    | 92:54    | 158:124          |

Damit hatte sich Frankreich als 16. und letzte Mannschaft für das Endturnier qualifiziert.

## Abstiegsrunde (Relegation Tournament)
In der Abstiegsrunde spielen die vier Letztplatzierten der ersten Qualifikationsrunde um den Verbleib in der Division A. Nur die ersten beiden dieser Runde spielen auch in der Qualifikation zur Basketball-EM 2011 in der obersten Division. Dort konnte sich die Ungarische und Ukrainische Nationalmannschaft den Verbleib in der Division A sichern. Tschechien und Estland spielen im Rahmen der Qualifikation zur EM 2011 nur in der Division B.

## Division B
In der Division B konnten das georgische und das montenegrinische Team den Aufstieg in die Division A erringen.